# Benjamin Moser

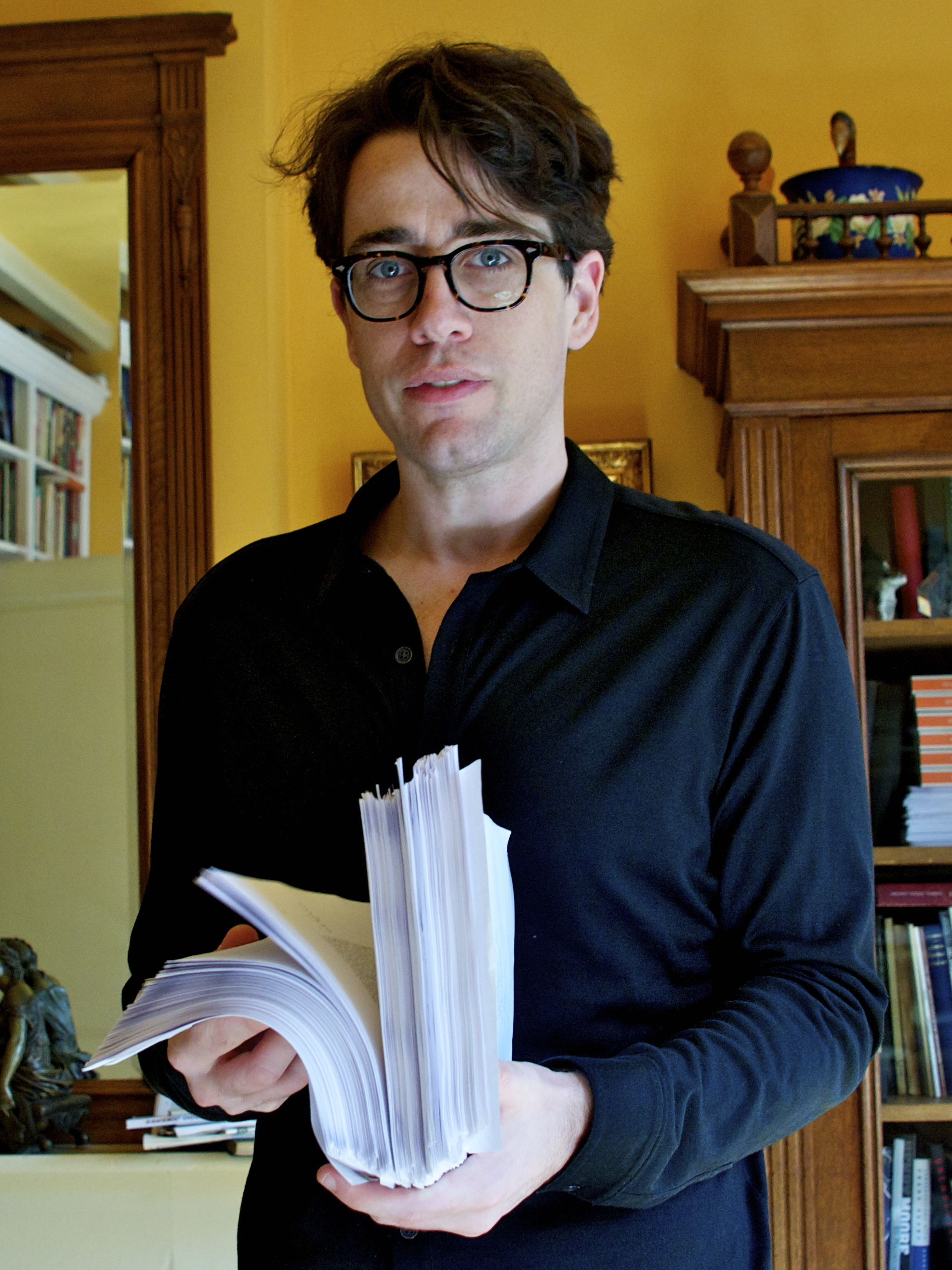
Moser in 2015.

Benjamin Moser (Houston, 14 september 1976) is een Amerikaans schrijver. Hij schreef biografieën over Clarice Lispector (2009) en Susan Sontag (2019).

## Levensloop
Moser werd in 1976 geboren in Texas en studeerde van 1994 tot 1998 geschiedenis aan de Brown University. In 2002 ging hij in Nederland wonen, waarna hij in 2009 aan de Universiteit Utrecht promoveerde op de Braziliaanse schrijfster Clarice Lispector als onderwerp. Dat jaar publiceerde hij het boek Why This World – A Biography of Clarice Lispector.
Sinds 2009 schrijft Moser voor onder andere The New York Review of Books en The New York Times Book Review.
Met Sontag – Her Life and Work publiceerde hij in 2019 als eerste een geautoriseerde biografie van de Amerikaanse schrijfster Susan Sontag (1933-2004). In 2021 verscheen bij de Arbeiderspers zijn Frans Hals op de Tweesprong.

## Waardering
In 2016 werd hem de Braziliaanse staatsprijs voor culturele diplomatie toegekend. In 2020 kreeg hij de Pulitzerprijs voor zijn biografie van Susan Sontag.

## Persoonlijk
Moser woont in Utrecht, samen met zijn partners uitgever Lex Jansen en schrijver Arthur Japin.
- Bibliothèque nationale de France: cb16273348b (data)
- Catàleg d'autoritats de noms i títols de Catalunya: 981058609021106706
- Gemeinsame Normdatei: 1041613881
- International Standard Name Identifier: 0000 0001 1916 1304
- Library of Congress Control Number: n2001034559
- Nationale Bibliotheek van Letland: 000283265
- Nationale Bibliotheek van Tsjechië: jo20191059663
- Nationale Bibliotheek van Israël: 987007302956205171
- Nederlandse Thesaurus van Auteursnamen: 322750768
- Système universitaire de documentation: 151179484
- Virtual International Authority File: 170340521
- WorldCat: E39PBJk936hmqC67hRqT7648YP